# Lindö
Lindö este o arie protejată (arie specială de conservare — SAC, sit de importanță comunitară — SCI) din Suedia întinsă pe o suprafață de 131,7 ha, integral pe uscat.

## Localizare
Centrul sitului Lindö este situat la coordonatele 56°47′32″N 16°26′21″E / 56.7921°N 16.4392°E.

## Înființare
Situl Lindö a fost declarat sit de importanță comunitară în iunie 1996 pentru a proteja 2 specii de animale. Situl a fost protejat și ca arie specială de conservare în martie 2011.

## Biodiversitate
Situată în ecoregiunile boreală și marină baltică, aria protejată conține 9 habitate naturale: Pajiști fino-scandinave uscate până la mezice, bogate în specii de altitudine mică, Mlaștini turboase de tranziție și turbării mișcătoare, Păduri de stejar sau de stejar și carpen sub-atlantice și medio-europene de Carpinion betuli, Lagune de coastă, Păduri caducifoliate de mlaștină fino-scandinave, Golfuri mici largi și golfuri puțin adânci, Insulițe și insule mici din Baltica boreală, Pășuni de coastă din Baltica boreală, Pășuni din zone de pădure fino-scandinave.
La baza desemnării sitului se află mai multe specii protejate de  nevertebrate (2): rădașcă (Lucanus cervus), Osmoderma eremita.